# Umberto Puppini
Umberto Puppini   (Bolonya, 16 d'agost de 1884 - Bolonya, 21 de maig de 1946) va ser un matemàtic, enginyer i polític italià.

## Vida i Obra
Puppini va néixer després de morir el seu pare. La condició d'orfe amb dificultats materials va fer que fos ajudat per institucions benèfiques de la ciutat, a les quals sempre va romandre agraït. Va estudiar a l'escola d'enginyers de la universitat de Bolonya en la qual es va graduar el 1908. El mateix any comença la seva carrera acadèmica com assistent de Luigi Donati a l'escola d'enginyers.
A partir de 1910 es va començar a especialitzar en hidràulica, especialitat en la qual va ser molt reconegut. Durant la Primera Guerra Mundial va ser tinent d'artilleria amb l'exèrcit italià. Al tornar de la guerra va arribar a ser professor titular d'hidràulica. Entre 1923 i 1926 va ser batlle la ciutat, càrrec des el qual va participar en l'organització del congrés internacional de matemàtiques de Bolonya (1928).
De 1927 a 1932 va ser director de l'escola d'enginyers. Durant aquest temps es va projectar, amb l'arquitecte Giuseppe Vaccaro, el nou edifici de l'escola que es va inaugurar el 1935.
El 1934 Mussolini el va nomenar Ministre de Comunicacions del Govern Italià. Després d'un breu temps a la cartera va passar a presidir la AGIP, l'empresa nacional del petroli. El 1937 va retornar a Bolonya per a ser degà de la Facultat d'enginyers. Va ser un dels fundadors de la Unió Matemàtica Italiana.